# Tmesisternus divisus
Tmesisternus divisus es una especie de escarabajo del género Tmesisternus, familia Cerambycidae. Fue descrita científicamente por Aurivillius en 1927.
Habita en Nueva Guinea Occidental. Esta especie mide 15-18 mm.